# Сан-Педро (департамент, Парагвай)
Сан-Педро (ісп. San Pedro) — департамент в центральній частині Парагваю, займає територію в 20 002 км². Населення становить 318 698 чол. (2002), адміністративний центр — місто Сан-Педро.
 

## Географія і клімат

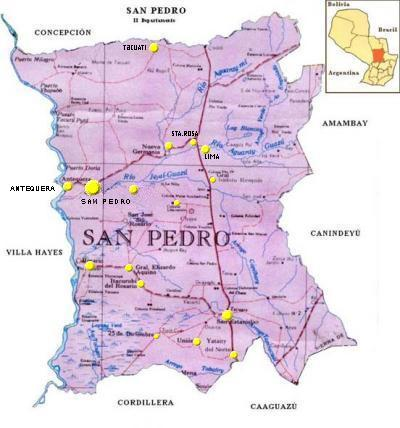
Карта департаменту

Західний кордон провінції проходить по річці Парагвай, що має тут кілька приток. Вирубування лісів завдають серйозної шкоди екосистемам департаменту.
Клімат — вологий і дощовий. Середньорічна температура — 23 °C, досягаючи взимку мінімуму 10 °C, а влітку максимуму 38 °C. Рівень опадів досягає 1324 мм.

## Адміністративний поділ
В адміністративному відношенні поділяється на 20 округів:

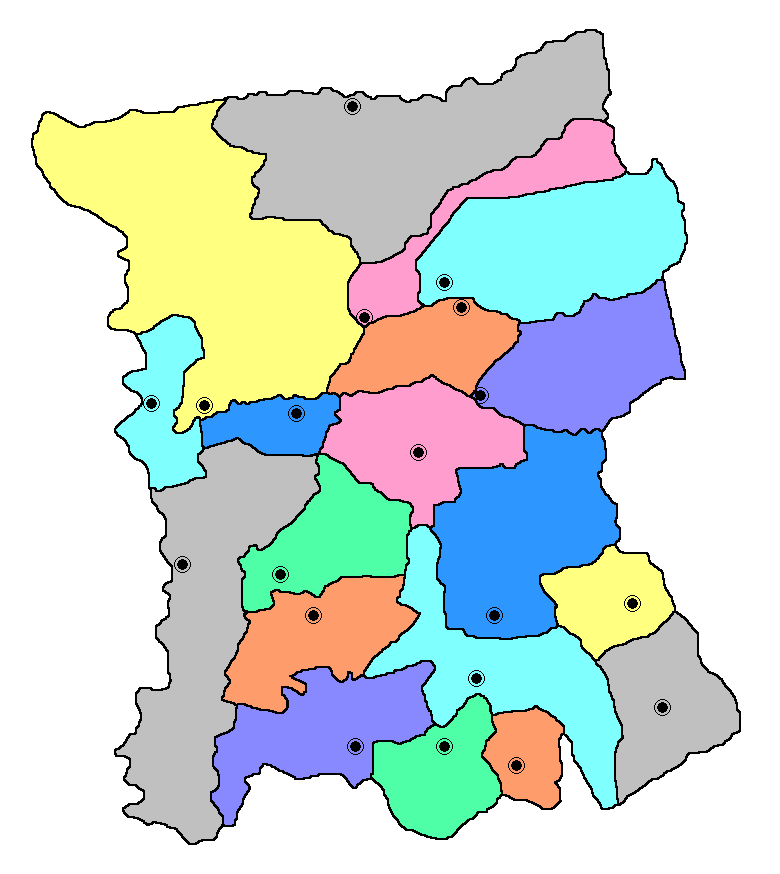
Округи департаменту Сан-Педро.

| №  | Округ                                                                 | Площа, км² | Населення, чол. (2002) |
| -- | --------------------------------------------------------------------- | ---------- | ---------------------- |
| 1  | Антекера (Antequera)                                                  | 480        | 3426                   |
| 2  | Капіібарі (Capiibary)                                                 | 826        | 25841                  |
| 3  | Чорі (Choré)                                                          | 965        | 36019                  |
| 4  | Хенераль-Елісардо-Акіно (General Elizardo Aquino)                     | 816        | 21607                  |
| 5  | Хенераль-Франсиско-Ісідоро-Рескін (General Francisco Isidoro Resquín) | 1075       | 22350                  |
| 6  | Ґуайяібі (Guayaibí)                                                   | 1460       | 31359                  |
| 7  | Ітакурубі-дель-Росаріо (Itacurubí del Rosario)                        | 769        | 11083                  |
| 8  | Ліма (Lima)                                                           | 658        | 10 390                 |
| 9  | Ліберасьон (Liberación)                                               |            |                        |
| 10 | Нуева-Херманом (Nueva Germania)                                       | 657        | 4202                   |
| 11 | Сан-Естаніслао (San Estanislao)                                       | 1700       | 49249                  |
| 12 | Сан-Пабло (San Pablo)                                                 | 320        | 3645                   |
| 13 | Сан-Педро-де-Йкуамандію (San Pedro de Ycuamandiyú)                    | 3176       | 29097                  |
| 14 | Санта-Роса-дель-Агуарай (Santa Rosa del Aguaray)                      | 1572       | 20473                  |
| 15 | Такуаті (Tacuatí)                                                     | 2283       | 11 301                 |
| 16 | Уніон (Unión)                                                         | 587        | 5406                   |
| 17 | Веінтісінко-де-Дісьємбро (Veinticinco de Diciembre)                   | 995        | 9147                   |
| 18 | Вілья-дель-Росаріо (Villa del Rosario)                                | 1975       | 11 623                 |
| 19 | Ятаіті (Yataity del Norte)                                            | 316        | 12 480                 |
| 20 | Йрібукуа (Yrybucuá)                                                   |            |                        |

## Економіка
Розвинене розведення великої рогатої худоби. Основні сільськогосподарські культури: тютюн, цукрова тростина, апельсини, грейпфрути, бавовна та ін.
Є підприємства харчової промисловості та підприємства з переробки лісу.